# Westdeutsche Studentenbewegung der 1960er Jahre

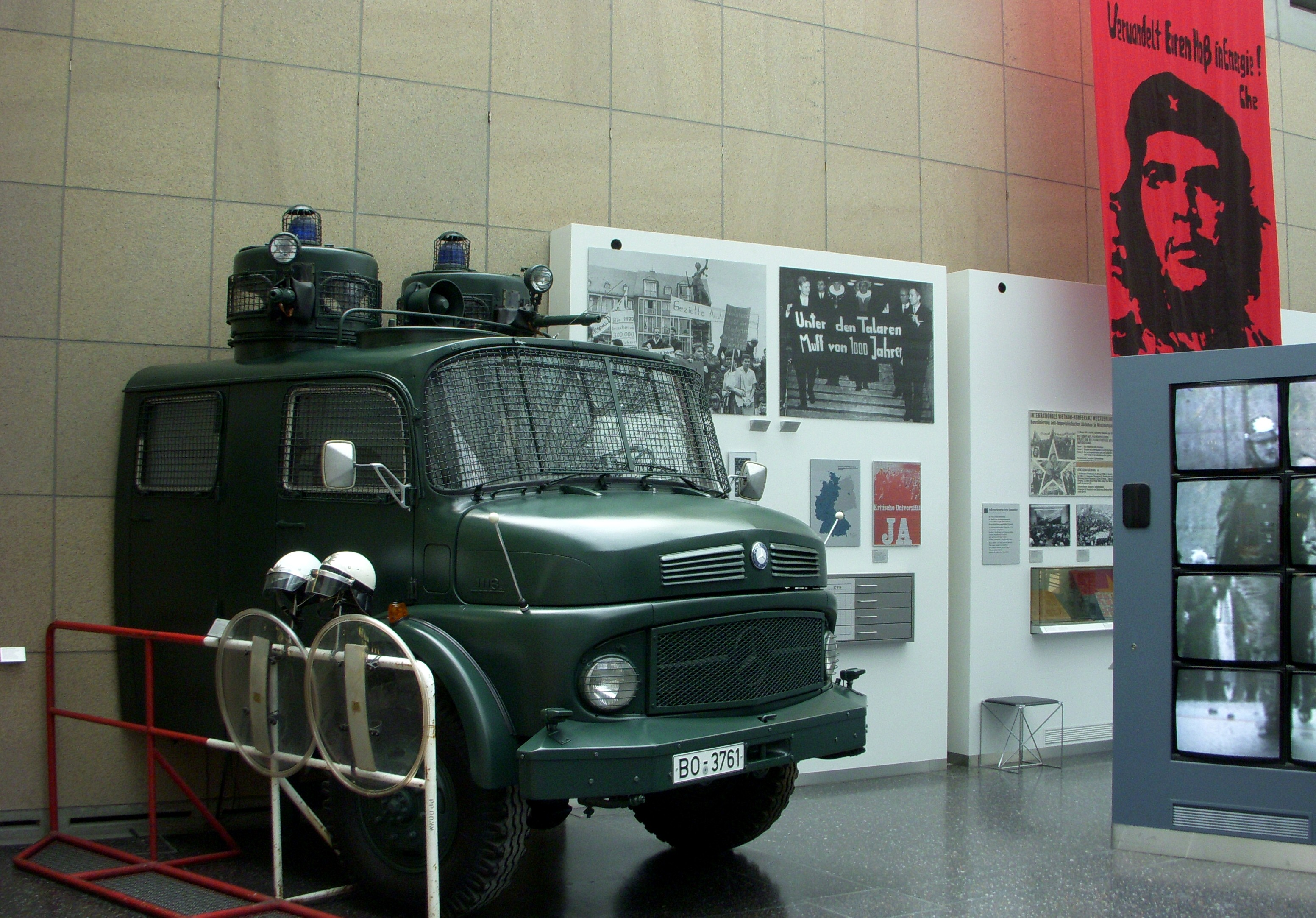
Illustration der 68er-Bewegung im Haus der Geschichte in Bonn

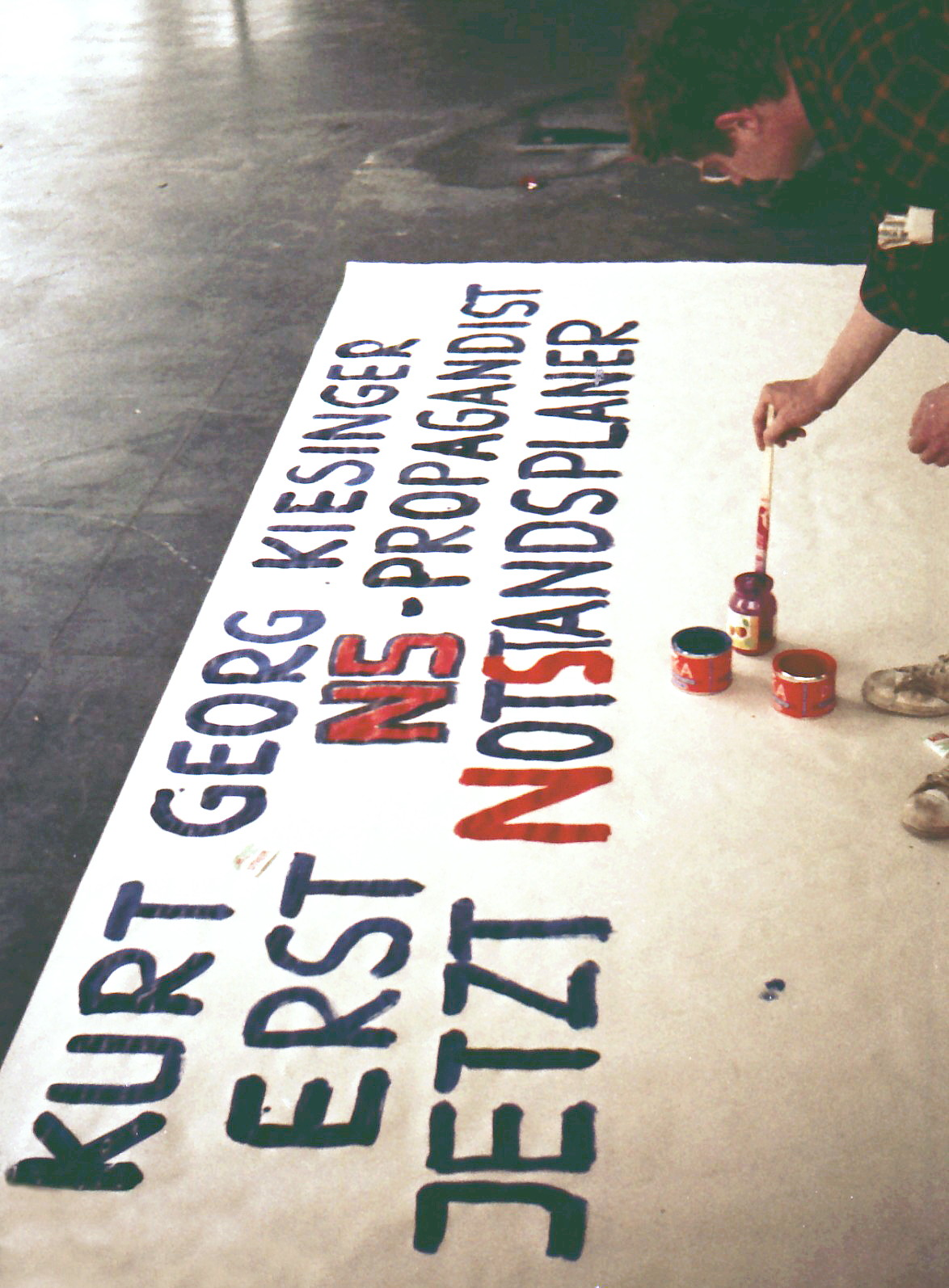
Malen von Transparenten im Architektur-Gebäude der TU Berlin im Protest gegen die Verabschiedung der Notstandsgesetze, Mai 1968

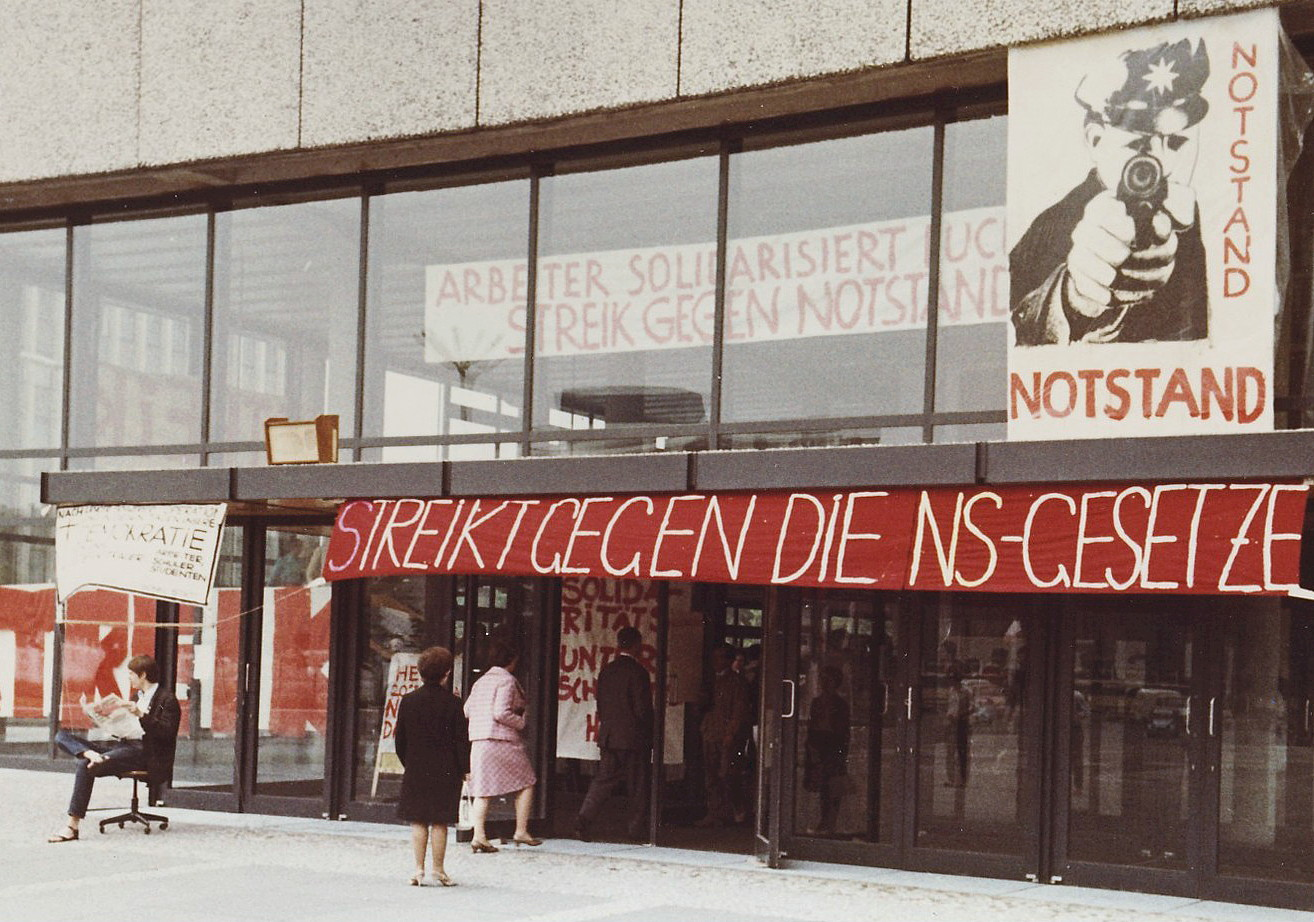
Transparente am Architektur-Gebäude der TU Berlin im Protest gegen die Verabschiedung der Notstandsgesetze, Mai 1968

Die westdeutsche Studentenbewegung der 1960er Jahre war eine linksgerichtete gesellschaftskritische politische Bewegung in der Bundesrepublik Deutschland und West-Berlin. Sie entstand parallel zu anderen Studentenprotesten in den USA und Westeuropa, die als 68er-Bewegung zusammengefasst werden.
Sie strebte eine umfassende Demokratisierung der bundesdeutschen Gesellschaft als Beitrag zur Emanzipation aller Menschen von kapitalistischer Ausbeutung, Unterdrückung und Entfremdung mit antiautoritären Mitteln an und bezog sich dabei auf den Neomarxismus der Frankfurter Schule und Neuen Linken, die sich von den herkömmlichen Politikkonzepten der Sozialdemokratie und des Realsozialismus abgrenzten. Wesentliche Teilziele waren eine effektive außerparlamentarische Opposition gegen die Große Koalition von 1966, der Kampf gegen deutsche Notstandsgesetze, den Vietnamkrieg, den Einfluss des Axel-Springer-Verlags, die „Entfaschisierung“ der Polizei nach der Erschießung des Studenten Benno Ohnesorg bei der Demonstration am 2. Juni 1967 in West-Berlin, eine tiefgreifende Hochschul- und Bildungsreform. Übergreifende Ziele waren die sexuelle Selbstbestimmung und eine antiautoritäre Erziehung. Stärker als die verwandten Bewegungen anderer Staaten klärte die westdeutsche Studentenbewegung über die Zeit des Nationalsozialismus auf und forderte eine vollständige Entnazifizierung der deutschen Gesellschaft und einen konsequenten Antifaschismus.
Sie verfehlte viele ihrer Nah- und Fernziele, erreichte aber einige soziale Reformen und einen längerfristigen kulturellen Wertewandel. Sie trug zum Wahlsieg der sozialliberalen Koalitionsregierung von 1969 bei und beeinflusste viele Neue Soziale Bewegungen. Mit dem Attentat auf den Wortführer der Bewegung Rudi Dutschke am 11. April 1968 begann ihr Zerfall, aus dem die unterschiedlichen autoritär-zentralistischen K-Gruppen und linksterroristische Gruppen (Bewegung 2. Juni, Rote Armee Fraktion) hervorgingen. Was ihre Bedeutung für die Gegenwart ausmacht, wird kontrovers diskutiert.

## Entstehung

### „Kampf dem Atomtod“ und Ostermärsche
Die westdeutsche Studentenbewegung hatte keine direkten historischen Vorläufer. Deutsche Studenten hatten sich teilweise im Vormärz (1815–1849) für parlamentarische Demokratie engagiert und sich an der Märzrevolution 1848/1849 beteiligt. Die Mehrheit der deutschen Intelligenz gehörte seither jedoch zur politischen Rechten, die gegen die Demokratie- und Arbeiterbewegung stand.
Nach dem Zweiten Weltkrieg waren die meisten westdeutschen Studenten apolitisch oder konservativ eingestellt. Der Marshallplan und das „Wirtschaftswunder“ begünstigten die von der Bundesregierung unter Konrad Adenauer (CDU) betriebene Westintegration der Bundesrepublik und überholten so die auf Blockfreiheit und baldige deutsche Wiedervereinigung zielenden politischen Alternativkonzepte der SPD. Zwar stießen die Wiederbewaffnung der Bundesrepublik ab 1955 und die Ausrüstung der Bundeswehr mit Atomwaffen ab 1958 auf erheblichen Widerspruch und führten erstmals zu einer westdeutschen außerparlamentarischen Opposition. Doch die Bewegung „Kampf dem Atomtod“ verlor schon 1959 ihre Stoßkraft, als sich die Hauptinitiatoren SPD und DGB aus der Organisation zurückzogen. Infolge ihrer Wahlniederlagen wandte sich die SPD im Godesberger Programm 1959 endgültig vom Marxismus ab und suchte als gemäßigte Volkspartei neue Wählerschichten. Teile des Sozialistischen Deutschen Studentenbunds (SDS), dem damaligen Hochschulverband der SPD, lehnten diesen Kurswechsel ab, setzten ihre Anti-Atom-Proteste fort und arbeiteten dabei auch mit Anhängern der seit 1956 verbotenen Kommunistischen Partei Deutschlands (KPD) zusammen. Das verschärfte den Konflikt mit der SPD, der 1961 zum Ausschluss des SDS führte.
Weltpolitische neue Konstellationen relativierten den Systemkonflikt zwischen den Staaten der NATO und denen des Warschauer Pakt und stellten zunehmend auch den parteiübergreifenden Antikommunismus in der Bundesrepublik der 1950er Jahre in Frage. Der jährliche Ostermarsch der Rüstungsgegner hielt die Perspektive einer Zukunft ohne Massenvernichtungswaffen und Krieg wach. Äußere Anstöße kamen auch von antikolonialen Befreiungsbewegungen, der Bürgerrechtsbewegung und den Students for a Democratic Society in den USA, den intellektuellen Zirkeln der britischen und französischen Neuen Linken und den Situationisten, die die Gruppe Subversive Aktion (ab 1963) beeinflussten.
Durch veränderte Konsum- und Freizeitangebote und den enormen Einfluss der Popkultur auf die Lebenswelten junger Menschen seit den 1950er Jahren hatte bereits um das Jahr 1960 eine dynamische Modernisierung der westdeutschen Gesellschaft begonnen, die zu einer tiefgreifenden Transformation von Mentalitäten, Werten und auch Geschlechterbildern vor allem bei der Jugend geführt hat. Dieser allgemeine gesellschaftliche Aufbruch zu Beginn der 1960er Jahre war die Voraussetzung für die 68er-Bewegung und nicht erst ihr Resultat. Er war bei allen gesellschaftlichen Schichten und politischen Richtungen angekommen.

### „Ungesühnte Nazijustiz“ und Unabhängigkeit des SDS
Der Sozialistische Deutsche Studentenbund (SDS) war 1949 als Jugendorganisation der SPD entstanden und sah Aufklärung über den Nationalsozialismus, seine Ursachen und Verbrechen als eine seiner Hauptaufgaben an. Als 1959 die Verjährung eines Großteils dieser Verbrechen bevorstand, führten SDS-Ortsgruppen die von einigen Studenten der Freien Universität Berlin (FU), um Reinhard Strecker, vorbereitete Ausstellung "Ungesühnte Nazijustiz" bundesweit durch. Damit übernahm der SDS Verantwortung für die Strafverfolgung von ehemaligen NS-Juristen, die er als Anstoß für eine umfassende Vergangenheitsbewältigung verstanden wissen wollte. Auch nachdem die SPD die Initiatoren ausschloss, setzten sie die Ausstellung fort. Diese gilt als ein Entstehungsfaktor der Studentenbewegung. Im Herbst 1961 schloss die SPD-Führung den SDS aus der Partei aus. Dieser entwickelte sich fortan zur führenden, parteiunabhängigen Organisation der westdeutschen Studentenbewegung.
Weitere Anstöße zur bundesdeutschen Aufarbeitung der NS-Verbrechen gaben der Eichmann-Prozess in Israel ab 1961, die Auschwitzprozesse in Frankfurt am Main ab 1963 und die Verjährungsdebatte des Bundestags von 1965. Zur Studentenbewegung gehörige Autoren griffen die Thematik auf, so Rolf Hochhuth mit dem Schauspiel „Der Stellvertreter“ (1963) und Peter Weiss mit dem Dokumentationstheater „Die Ermittlung“ (1965). Die Fischer-Kontroverse beim Berliner Historikertag 1964 betraf zwar die Kriegsschuldfrage zum Ersten Weltkrieg, trug aber zum Durchbruch sozialgeschichtlicher Betrachtungsweisen in der deutschen Geschichtswissenschaft bei. Fortan rückte die Kontinuität deutscher Eliten von der Gründung des Deutschen Reiches 1871 bis zur Gegenwart in deren Fokus. Die Studentenbewegung gab dieser neuen Sicht eine Massenbasis. Seit 1964 lösten Autoren der Studentenbewegung die in den 1950er Jahren dominierende Totalitarismus-Theorie durch ökonomisch-marxistische Faschismustheorien ab. 1968 machte der SDS die Tätigkeiten von Bundespräsident Heinrich Lübke in der NS-Zeit zum öffentlichen Thema.

### Spiegel-Affäre
Im Oktober 1962 wurden Redakteure des Nachrichtenmagazins Der Spiegel wegen eines kritischen Berichts zur Bundeswehr verhaftet, nachdem Oberst von der Heydte sie wegen Landesverrats angezeigt und schließlich der Ermittlungsrichter beim Bundesgerichtshof Haftbefehle erlassen hatte. Dagegen bildeten sich rasch breite anhaltende Proteste zur Verteidigung der Pressefreiheit. Auch viele Studenten demonstrierten gegen die Verletzung von Grundrechten durch die Bundesregierung und verlangten gemeinsam mit der Gruppe 47 und dem PEN-Zentrum Deutschland den Rücktritt von Strauß. Der SDS initiierte eine bundesweite Unterschriftensammlung dazu und erklärte die Affäre mit den geplanten Notstandsgesetzen zum Beispiel für gefährliche autoritäre Tendenzen in der Bundesrepublik. Die damaligen Studentenproteste gelten als Vorläufer der späteren Kampagne gegen den Springer-Verlag, der aus APO-Sicht die Pressefreiheit mit übergroßen Marktanteilen und antidemokratischer Massenmanipulation bedrohte.

### Aktivitäten in Universitätsstädten
In den 1950er Jahren wurden betont freizeitorientierte bürgerliche Jugendliche von der Elterngeneration als „Halbstarke“ abgewertet und autoritär eingeschränkt. Am 21. Juni 1962 entwickelten sich im Münchner Ortsteil Schwabing aus einer Anzeige wegen Ruhestörung gegen Straßenmusiker fünftägige Straßenkämpfe zwischen Jugendlichen und Polizei. Viele Studenten der benachbarten Ludwig-Maximilians-Universität München beteiligten sich daran. Diese „Schwabinger Krawalle“ gelten oft als Ende der Adenauer-Ära und Auftakt der Studentenbewegung, zumindest als frühes Zeichen für das damalige Protestpotential in der jüngeren Generation, die sich gegenüber staatlichen und elterlichen Autoritäten selbstbestimmte Freiräume zu erkämpfen bereit war. Die Proteste zielten ansatzweise bereits darauf, die Polizei zu demokratisieren und ihre von obrigkeitsstaatlichen Konzepten bestimmte Ausbildung zu reformieren.

### Wissenschaft
Besonders die Soziologie und angrenzende geisteswissenschaftliche Bereiche knüpften an durch den Nationalsozialismus verschüttete, verfolgte und häufig exilierte geistige Entwicklungen, so die Forderung nach einer kritischen Wissenschaft. Der Einfluss der zum Teil aus der Emigration zurückgekehrten, offiziell hoch angesehenen Wissenschaftler wie Max Horkheimer, Theodor W. Adorno und Herbert Marcuse mit ihrer kritischen Staats- und Gesellschaftsanalyse (Frankfurter Schule, Kritische Theorie) hatte auf die Studenten – trotz Generationsunterschieden – elektrisierende Wirkung.

### Jugendkultur
Im Zusammenhang mit neuen Musikrichtungen wie Rock- und Beatmusik hatte sich währenddessen eine Jugendkultur entwickelt, die sich in ihren Ausdrucksformen von der etablierten Gesellschaft zu unterscheiden suchte, jedoch in ihrer grundsätzlichen Ausrichtung teils auch unpolitisch, unorganisiert und sicherlich in mancher Hinsicht systemkonform war.
Trotzdem wurde diese Jugendbewegung von vielen Erwachsenen als ernsthafte Bedrohung ihres überkommenen Lebensstils – insbesondere im Hinblick auf die Infragestellung einer strengen, religiös begründeten Sexualmoral, und den hergebrachten gesellschaftlichen Konventionen der 1950er (kulturell etwa bei Musik und Kleidung, Ablehnung von „Sekundärtugenden“, Konsumismuskritik statt Wirtschaftswunder-Enthusiasmus) – aufgefasst und abgelehnt. Diese grundsätzlichen Meinungsverschiedenheiten haben viel zur rapide wachsenden Unversöhnlichkeit zwischen den Generationen gegen Ende der 1960er Jahre beigetragen. Eine radikale Strömung innerhalb dieser Subkultur war z. B. der Zentralrat der umherschweifenden Haschrebellen. Überraschend ist, wie weit auch modische Neuerungen (Hose statt Rock) von jenen später übernommen wurden, die einst Hosen für Mädchen als den Untergang des Abendlandes brandmarkten. Jene, die einst gegen den Film Die Sünderin vor und in Kinos demonstrierten, sahen sich in der Jugendarbeit der eigenen politischen Gruppen später ganz anderen Forderungen ausgesetzt, die schließlich teilweise sogar Gesetzeskraft erlangten.
Häufig wird übersehen, dass es auch unterhalb der großen Bewegungen, bzw. eingebettet in durchaus konservative Bewegungen, Jugendproteste gab, die sich gegen repressive Maßnahmen wandten, die dann auch als faschistisch eingestuft wurden. So drohte die Junioren-Leichtathletik-Nationalmannschaft des DLVs in Dole 1965 geschlossen mit Streik, weil die autoritäre Mannschaftsleitung eigenmächtig ein Disziplinarproblem lösen wollte, indem ein Mannschaftsmitglied kurzfristig für den Länderkampf gesperrt wurde. Durch Vermittlung von französischen Journalisten gaben die Funktionäre schließlich klein bei. Dies kann als Vorbereitung auf den dann durchgeführten Streik der Nationalmannschaft bei den Leichtathletik-Europameisterschaften 1969 in Athen gesehen werden.

## Verlauf

### Große Koalition
In der Parteipolitik machte sich in den 1960ern eine gewisse Nivellierung von Unterschieden bemerkbar. Symptomatisch sind die ähnlichen Slogans, mit der SPD und CDU 1965 in den Wahlkampf zogen. Schon ein Jahr später kam es zur großen Koalition, was die Rolle der parlamentarischen Opposition allein bei der kleinen FDP beließ. Der Plan der Regierung, ein neues Mehrheitswahlrecht einzuführen und so den politischen Markt weitgehend auf die Volksparteien zu beschränken, schien ein weiterer Faktor zu sein, der die Notwendigkeit einer außerparlamentarischen Opposition unterstrich. Ebenso wirkten die Diskussionen um die Verabschiedung der Notstandsgesetze mobilisierend auf Studenten und Schüler. Dies führte dazu, dass 1968 der Begriff Außerparlamentarische Opposition (APO) allgemein diskutiert wurde.
Die APO bildete sich nach dem Zustandekommen der Großen Koalition aus SPD und Unionsparteien 1966.

### Hochschulreformen
1962 beschloss die Delegiertenkonferenz des SDS eine Hochschuldenkschrift, die zentrale Kritikpunkte am westdeutschen Hochschulwesen formulierte: Bildung werde auf bloße Ausbildung von Know-how reduziert; die Hochschulgremien seien oligarchische Ordinarien ohne Mitspracherechte der Studenten; die eingeführte Institutsdisziplin orientiere sich an der Organisation von Wirtschafts- und Industriebetrieben; Seminare seien bloße Stätten der „Aufnahme fertig bearbeiteter Denkresultate“ (Studentenreferate und Professorenmonologe) zum Erwerb von „Berechtigungsscheinen“ für eine akademische Karriere im Berufsleben. Demgegenüber forderte der SDS eine erweiterte Mitbestimmung in Seminaren, Instituten, Fakultäten und Senaten, eine demokratische Selbstverwaltung der Universitäten und die „Aufhebung aller sachfremden Herrschaftspositionen und Abhängigkeitsverhältnisse“.

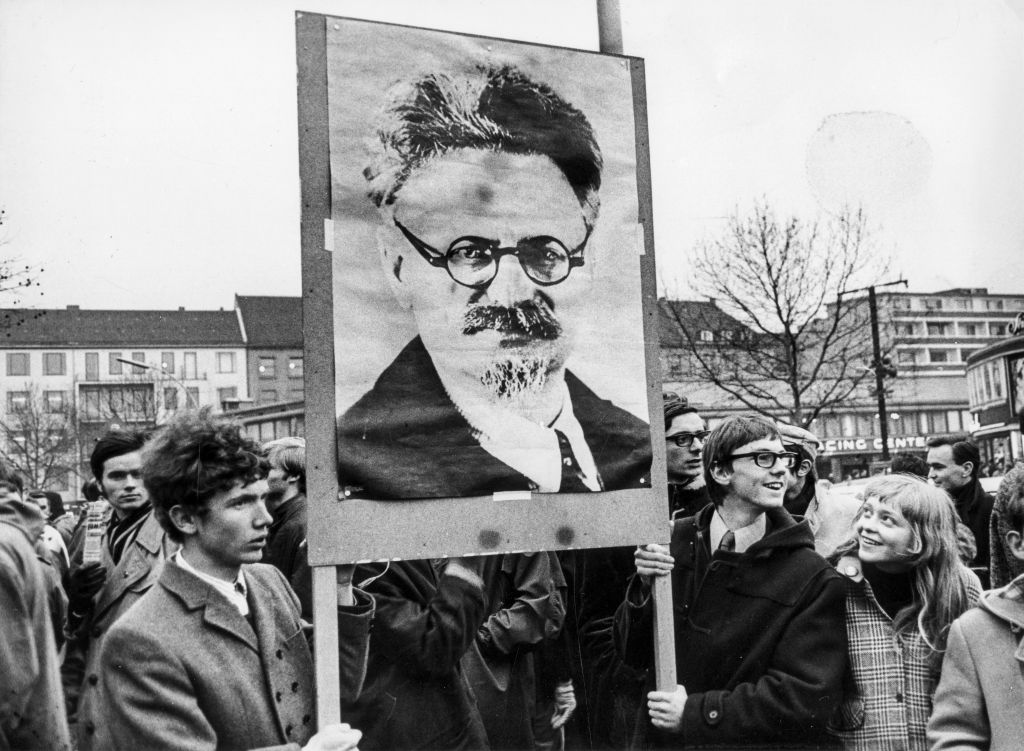
Im Bildmittelpunkt steht ein Trotzki-Transparent, das von zwei jungen Männern getragen wird. Rechts hält Peter Brandt das Transparent. 1968

Diese Hochschulreformen verstand der SDS als Teil und Voraussetzung einer umfassenden Gesellschaftsreform. Demgemäß beschloss die Konferenz auch die Aneignung der Theorien der Alten und Neuen Linken. Danach bildeten sich viele Theoriezirkel, in den Texte von Karl Marx, Michail Alexandrowitsch Bakunin, Rosa Luxemburg, Georg Lukács, Karl Korsch, Wilhelm Reich und den Autoren der Frankfurter Schule gelesen und debattiert wurden.
Während der SDS noch herkömmlichen Mitbestimmungskonzepten verhaftet blieb, tendierten andere zu einer umfassenden Kulturrevolution. An der Universität Straßburg veröffentlichte eine den Situationisten nahestehende Gruppe im Oktober 1966 die Broschüre „Über das Elend im Studentenleben“: Die Studenten seien zu „Kadern der Großindustrie“ geworden, hätten sich den Funktionsmechanismen des modernen Kapitalismus angepasst, reproduzierten im Privat- und Sexualleben die Ausbeutungs- und Herrschaftsverhältnisse der Klassengesellschaft, konsumierten Kulturgüter nur als Waren und Droge, um sich Alltagsproblemen zu entziehen. Das Kultivieren der Armut im Boheme-Lebensstil sei Schein. Extreme Entfremdung gepaart mit maßloser Selbstüberschätzung kennzeichne dieses Leben. Ein Ausweg sei nur durch umfassende Gesellschaftskritik und durch ein neues, sich in Räten selbstorganisierendes Proletariat erreichbar.
Nach dem Mord an Benno Ohnesorg störten Studenten öfter akademische Feiern, um ihren Forderungen Nachdruck zu verleihen. Am 9. November 1967 entrollten Detlev Albers und Gert Hinnerk Behlmer bei der Rektoratsübergabe an der Universität Hamburg das Transparent „Unter den Talaren – Muff von 1000 Jahren“. Sie wollten damit auf eine „Kultur der Unaufrichtigkeit“ an deutschen Universitäten hinweisen, deren Professoren sich kaum mit ihrer Rolle in der NS-Diktatur auseinandergesetzt hatten. Der Dozent Bertold Spuler bestätigte das Anliegen mit seinem Zwischenruf „Sie gehören alle ins Konzentrationslager“, ebenso Karl August Bettermann, der beim Burschentag 1965 zum Widerstand gegen linke Studenten aufgerufen hatte. In München verwandelten Zuschauer die Rektoratsfeier (25. November 1967) mit Konfetti, Seifenblasen, Papierschlangen und Luftballons in einen Karneval. Beim Totengedenken riefen sie „Ohnesorg“. Die Feier unterblieb in den Folgejahren. Im Mai 1968 holten Mitglieder der Kommune I das Wappen der FU von einer Wand und verbrannten es im Garten des Rektorats. Im Juni 1968 stahl der Kommunarde Fritz Teufel dem FU-Rektor bei der Rektoratsübergabe den Talar, radelte damit durch die Stadt und stempelte mit dessen Dienstsiegel fiktive Entlassungsschreiben an die Professoren. Viele davon empfanden solche Aktionen als Abbruch von Dialog und empörten sich über Teilzugeständnisse der Kultusminister an die Studenten. Auch in Reaktion darauf gründeten konservative Professoren 1970 den Bund Freiheit der Wissenschaft.

### Sexuelle Befreiung
Gestützt auf die Schriften von Wilhelm Reich („Der sexuelle Kampf der Jugend“, „Die sexuelle Revolution“) vollzog sich eine sexuelle Revolution. Die Enttabuisierung der Sexualität sollte das kapitalistische Wirtschaftssystem erschüttern und zu Fall bringen. Schnell kamen die Protagonisten der Bewegung jedoch – mit Herbert Marcuse (Der eindimensionale Mensch) – mehrheitlich zu der Auffassung, dass es sich bei der partiellen Freilassung von Sexualität nur um eine neue Form der Unterdrückung, um repressive Entsublimierung handele.

### Gegen den Vietnamkrieg

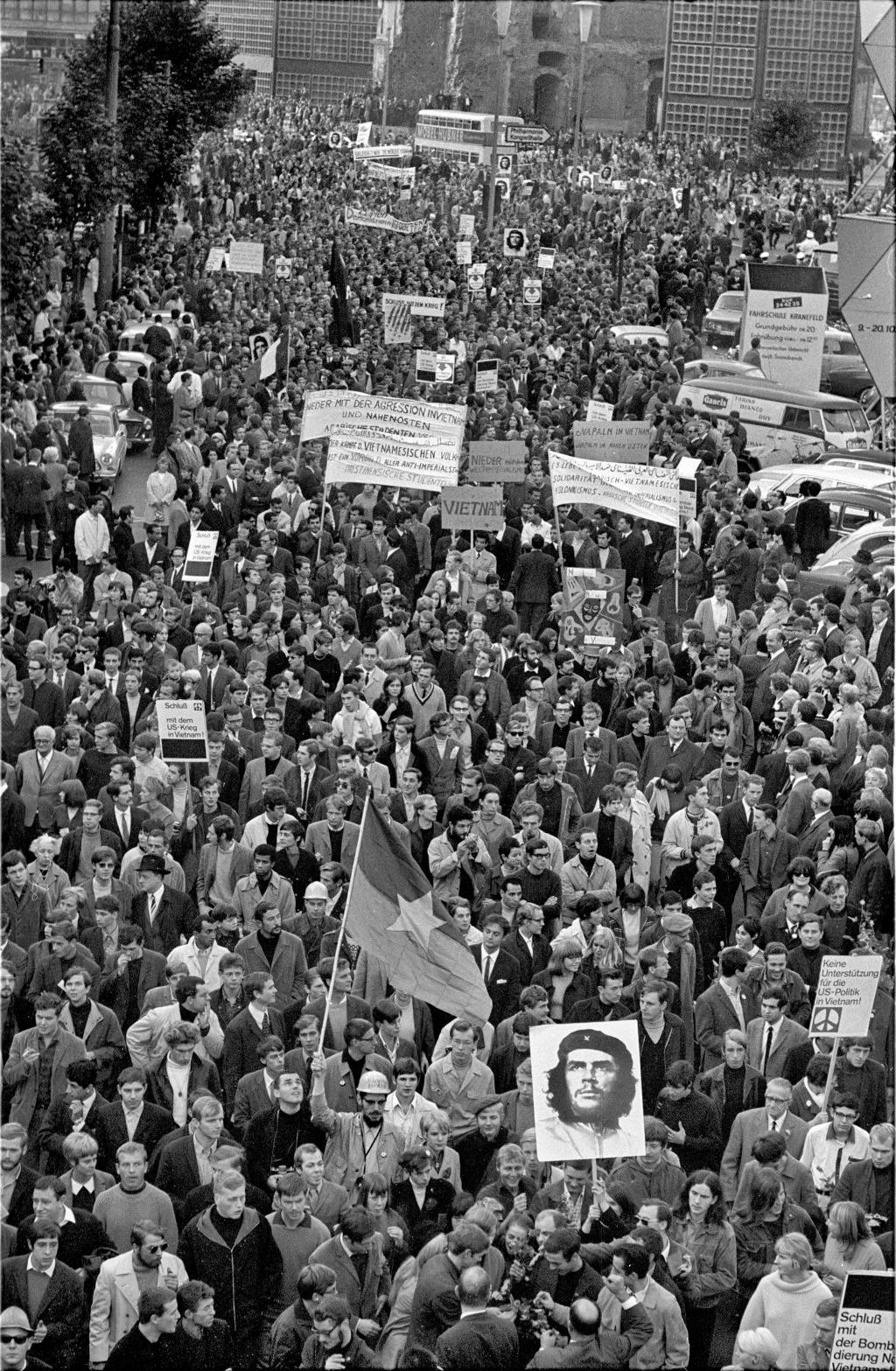
Antikriegsdemonstration in West-Berlin, 1968

Schon früh hatte sich der SDS die Solidarität mit kolonisierten Völkern zur Aufgabe gemacht. In einem Referat über antikoloniale Bewegungen hatte ein SDS-Vertreter 1954 erstmals auf Hồ Chí Minh hingewiesen, mit dem er die Hoffnung auf einen von der Sowjetunion unabhängigen Sozialismus in Vietnam verband.
Im Oktober 1965 rief die SDS-Delegiertenkonferenz alle Studentengruppen zu Informationsveranstaltungen zum Vietnamkrieg auf. Wer dazu schweige, müsse sich klar sein, dass er eine Politik des Völkermords unterstütze. Am 5. Februar 1966 führten SDS, SHB, LSD und HSU eine Demonstration gegen diesen Krieg in West-Berlin durch. 500 der rund 2500 Teilnehmer zogen vor das lokale Amerika-Haus, blockierten den Zugang mit einem Sit-in, bewarfen die Fassade mit einigen Eiern und setzten die US-Flagge auf dem Dach auf halbmast. Obwohl sich alle Studentenverbände außer dem SDS davon distanzierten, nahmen die Zeitungen des Springerverlags den Vorfall zum Anlass für Hetzartikel gegen sie alle. Ab März 1966 rief auch der SHB zu Aktionen gegen den Vietnamkrieg auf. Am 22. Mai 1966 fand in Frankfurt am Main der vom SDS organisierte Kongress Vietnam – Analyse eines Exempels mit 2000 Teilnehmern statt. SHB, LSD, HSU, Die Falken und die „Kampagne für Abrüstung“ trugen ihn mit. Hauptreferent war Herbert Marcuse. Am 10. Dezember 1966 rief Rudi Dutschke bei einer Demonstration gegen den Vietnamkrieg dazu auf, eine „außerparlamentarische Opposition“ zu bilden. Als die Polizei die Veranstaltung gewaltsam aufgelöst hatte, lenkte er die verbleibenden Demonstrierenden in das vorweihnachtliche Gedränge am Kurfürstendamm. Am Kranzlereck inszenierte einen Gruppe, aus der wenig später die Kommune I hervorgehen sollte, ein Happening und zündete Pappmachéköpfe des DDR-Machthabers Walter Ulbricht und des amerikanischen Präsidenten Lyndon B. Johnson an. Dabei wurde sie von der Amsterdamer Provo-Bewegung und der Situationistischen Internationale inspiriert. Ganz in deren Sinne wurde die nächste Demonstration eine Woche später nicht mehr angemeldet, sondern als Spaziergang deklariert. In einem Flugblatt, das dabei verteilt wurde, forderte ein angeblicher „Ausschuß ‚Rettet die Polizei‘ e. V.“ satirisch für Polizisten „die 35-Stunden-Woche, damit sie mehr Zeit zum Lesen haben, mehr Muße für die Bräute und Ehefrauen, um im Liebesspiel die Aggressionen zu verlieren, mehr Zeit zum Diskutieren, um den alten Passanten die Demokratie zu erklären.“
Eine weitere Spaßguerilla-Aktion, wenn auch mit deutlicheren Folgen, war das „Pudding-Attentat“ im April 1967: Kurz vor dem Besuch des amerikanischen Vize-Präsidenten Hubert H. Humphrey wurden in Berlin elf junge Männer und Frauen aus dem Umfeld der Kommune I verhaftet. Die Polizei sah eine Verschwörung als gegeben an, um Anschläge „gegen das Leben oder die Gesundheit“ des US-Gastes „mittels Bomben, mit unbekannten Chemikalien gefüllten Plastikbeuteln oder mit anderen Tatwerkzeugen, wie Steinen usw.“ durchzuführen. Nach eingehender Untersuchung stellte sich aber heraus, dass der Sprengstoff aus Rauchkerzen, einer puddingartigen Mischung aus Mehl und Kleister, Joghurt und Farbe bestand. Drei der Festgenommenen, darunter Dieter Kunzelmann, wurden auf Betreiben des damals in der linken Szene aktiven Anwalts Horst Mahler noch vor dem Empfang Humphreys am Abend des 6. April freigelassen. Anlässlich seines Empfangs im Schloss Charlottenburg trafen daraufhin Pro- und Anti-Amerika-Demonstrierende aufeinander, was in handgreifliche Auseinandersetzungen beider Gruppen mündete, die von der Polizei unterbunden wurden. Daraufhin zogen antiamerikanische Kräfte, die „Mörder“ und „Vize-Killer“ skandierten, weiter zum Axel-Springer-Hochhaus, wo am späteren Abend Humphrey und Axel Springer einander trafen. Hier flogen Steine auf die Armada geparkter Autos des Vizepräsidenten-Trosses. Nachdem sich in der Nacht die Lage beruhigt hatte, wurden die restlichen acht Verhafteten freigelassen, die anschließend in einer Pressekonferenz betonten, sie hätten mit ihren Pseudobomben lediglich die örtliche Polizei lächerlich machen wollen; die Absicht sei gewesen, Gelächter heraufzubeschwören. Die örtlichen Tageszeitungen des Springerkonzerns titelten gleichwohl am Folgetag: „Nach dem Attentatsplan der Mao-Studenten …“
Am 17. und 18. Februar 1968 fand an der TU Berlin ein großer Internationaler Vietnamkongress statt. Der SDS und die Brüsseler Konferenz riefen zum aktiven Widerstand gegen den Vietnamkrieg und den westlichen Imperialismus auf und bezogen sich dabei auf Che Guevaras Motto „Die Pflicht jedes Revolutionärs ist es, die Revolution zu machen.“ Der Kongress diente auch als Treffpunkt für wichtige Vertreter der 68er-Bewegung anderer Staaten. Rudi Dutschke vertrat dort als Hauptredner sein Konzept der provokativen direkten Aktion und begrenzten Regelverletzung, das er vom SDS in den USA und den Situationisten übernommen hatte. Dieses wollten die rund 15.000 Teilnehmer bei der Abschlussdemonstration, die der West-Berliner Senat verboten hatte, ausprobieren. Günter Grass, Erich Fried und der evangelische Bischof Kurt Scharf bewogen Dutschke, nicht an der US-Kaserne vorbei zu demonstrieren, wo Schüsse auf Demonstranten befürchtet wurden. Viele Teilnehmer empfanden die Demonstration trotzdem als Beginn einer revolutionären Bewegung.

### Anti-Springer-Kampagne

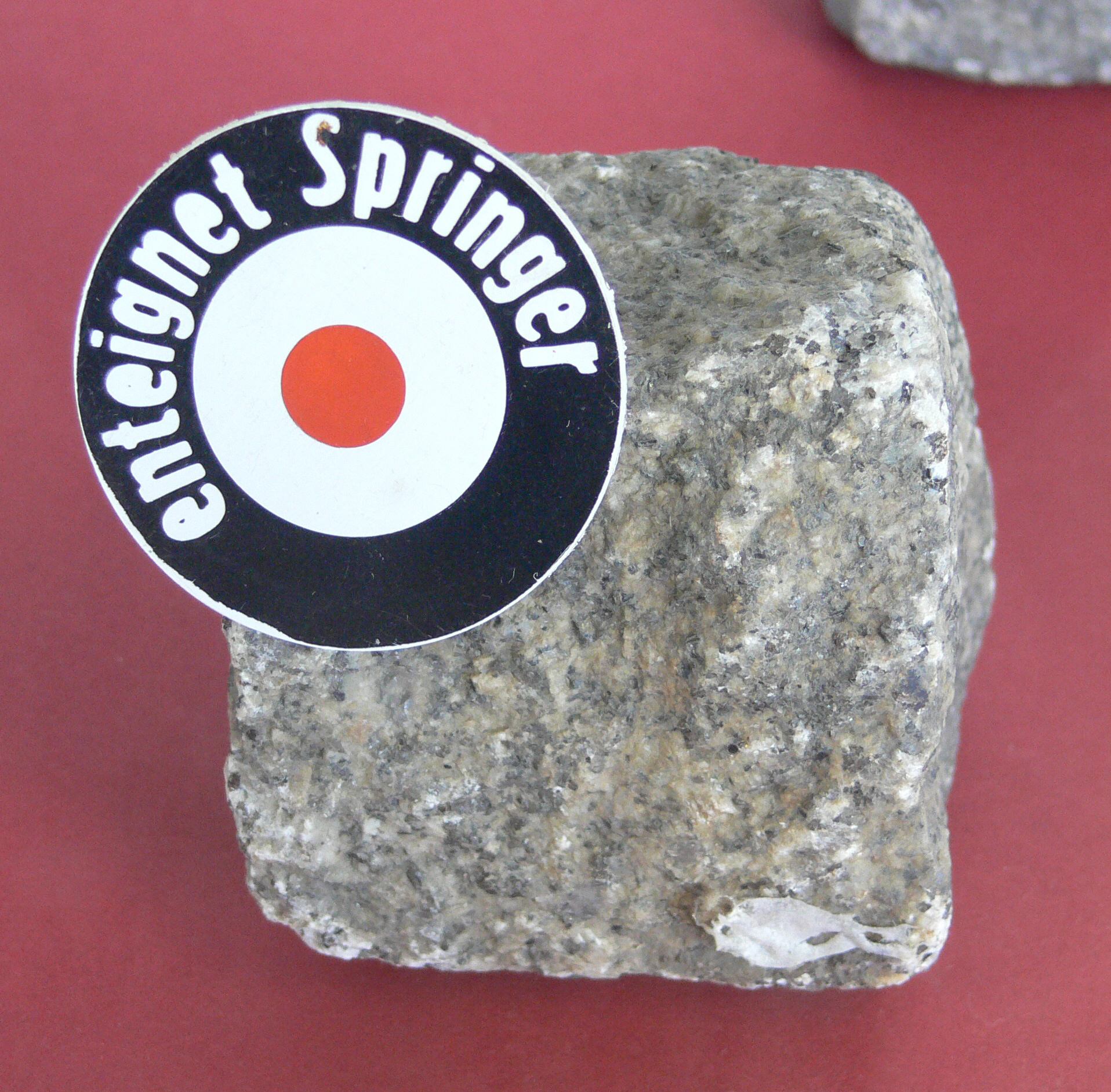
Pflasterstein und Anstecker „enteignet Springer“, 1969 (Sammlung Kindheit und Jugend der Stiftung Stadtmuseum Berlin)

Die studentische Anti-Springer-Kampagne umfasst die Forderungen und Aktionen der studentischen Protestgemeinschaft in Westdeutschland seit 1967 gegen den Axel-Springer-Verlag und seinen Verleger Axel Springer, die vor allem unter der Parole „Enteignet Springer“ stattfanden. Offen formuliert wurde sie zum ersten Mal im Berliner Extrablatt am 13. Mai 1967. Im Rahmen der Diskussion um die Pressekonzentration wurde Springer vorgeworfen, mit seinem Publikationen allein in Berlin 70 Prozent des Marktes zu beherrschen und somit ein Presse- und zugleich ein Meinungsmonopol zu besitzen. Im Hinblick auf die Machtstellung des Springer-Verlags wurde von weiteren westdeutschen Verlegern – genannt sei vor allem Rudolf Augstein – bereits frühzeitig ein Gesetz gegen die Konzentration im Pressewesen gefordert.
Akut wurde der Vorwurf der Meinungslenkung nach der Demonstration am 2. Juni 1967 in West-Berlin gegen den Schah Mohammad Reza Pahlavi. Die Demonstranten, in der Hauptsache Angehörige des SDS und weiterer studentischer Gruppen, sahen sich dabei mit den sogenannten Jubelpersern konfrontiert. Hierbei handelte es sich unter anderem um Angehörige des iranischen Geheimdienstes SAVAK, die mit Knüppeln und Stahlrohren auf die friedlich demonstrierenden Studenten unter den Augen untätig bleibender Polizisten losgingen. Daraufhin löste die Polizei die Demonstration mit brutalen Mitteln auf. Die iranischen Schläger durften den Platz ungehindert verlassen. Noch im Laufe dieses Einsatzes wurde abends der Student Benno Ohnesorg von hinten durch den Polizeibeamten Karl Heinz Kurras erschossen. Der Großteil der Berliner Presse, insbesondere aber die Publikationen des Springer-Verlags, stellte die Ereignisse des 2. Juni zunächst unwahr als skandalöse Ausschreitungen seitens der Studenten dar, die die Polizei korrekt beendet habe. Zudem wurde der Tod Ohnesorgs anfangs von Politik und Justiz als Tod infolge stumpfer Gewalteinwirkung auf den Hinterkopf deklariert, bevor die offizielle Todesursache in Erschießung in Notwehr abgeändert wurde.
Die darauf folgende Berichterstattung in den Zeitungen vor allem des Springer-Verlags bestätigte die Meinung der Mitglieder der Studentenbewegung, dass die Springerpresse ihre Leser gegen die protestierenden Studenten aufhetze. Nach dem Attentat auf Rudi Dutschke war in der Erklärung der Vierzehn, einer Stellungnahme von 14 linken Intellektuellen unter der Leitung von Theodor W. Adorno, von einer „systematischen Hetze“ und der „gezielten Diffamierung einer Minderheit“ durch den Springerkonzern die Rede. SDS-Führer Dutschke erklärte nach dem Tod Ohnesorgs in einem Spiegel-Interview vom 10. Juli 1967: „Wir fordern – auf der Grundlage der in der Berliner Verfassung gegebenen Enteignungsmöglichkeit – die Enteignung des Springer-Konzerns.“ Unterstützt wurde diese im September 1967 vom SDS schließlich beschlossene Kampagne Enteignet Springer unter anderem von der in den 1950er Jahren entstandenen Kampagne für Abrüstung, die ihr Engagement damit begründete, dass nur so die Meinungsfreiheit in Westdeutschland noch gerettet werden könne. Mit der Forderung nach der Enteignung Springers sollte eine Demokratisierung der Presse erzielt werden.
Zu einer neuen publizistischen Eskalationsstufe kam es im Februar 1968. In der Nacht vom 1. auf den 2. Februar warfen unbekannte Täter Fensterscheiben von sieben Zeitungsfilialen der Berliner Morgenpost ein. Sie hinterließen dort ein Flugblatt, auf dem die Enteignung Springers gefordert wurde. Dieser Akt der Zerstörung wurde von Bild und der Berliner Morgenpost als Terror-Aktion mit einer Karikatur quittiert, die den SDS mit der (eher verharmlosten) SA in der Reichskristallnacht 1938 gleichsetzte. Der Justizsenator Hans-Günter Hoppe wird mit zitiert mit „Das sind faschistische Methoden“. Mit eingeworfenen Scheiben habe es schon mal in Deutschland begonnen.
Als Reaktion auf die nach den Protesten gegründete Günther-Kommission verkaufte Springer mehrere Zeitschriften.

### Attentat auf Rudi Dutschke
Eine weitere Radikalisierung der Studentenbewegung, nicht nur in Bezug auf das Thema Springer, lässt sich eindeutig auf den Anschlag auf ihre Symbolfigur Rudi Dutschke am Gründonnerstag, den 11. April 1968, festlegen. Dutschke wurde in Berlin auf offener Straße von dem Hilfsarbeiter Josef Bachmann niedergeschossen, überlebte den Anschlag jedoch schwer verletzt. Dem Attentat vorangegangen waren mehrfach Artikel der Springerpresse, die gegen die Studenten und Dutschke im Besonderen polemisierte, so forderte unter anderem am 7. Februar 1968 die Bild-Zeitung: „Stoppt den Terror der Jung-Roten jetzt!“ Zudem war ein Artikel in der National-Zeitung erschienen mit der Schlagzeile: „Stoppt den roten Rudi jetzt!“ Diese Ausgabe wurde nach dem Attentat bei Bachmann gefunden.
Die folgenden Ostertage sahen „Straßenschlachten, wie es sie Westdeutschland seit der Weimarer Republik nicht mehr gekannt hatte“. Unter Parolen wie „Haut dem Springer auf die Finger!“ und „BILD hat mitgeschossen“ kam es zu Demonstrationen, die die Auslieferung der Zeitungen des Springer-Verlags in nahezu allen Großstädten der Bundesrepublik verhindern sollten. Die APO ließ ein Flugblatt verteilen, in dem sie Axel Springer in eine Reihe mit dem Herausgeber des Stürmers, Julius Streicher stellte: „Julius Streicher hetzte in seiner Zeitung ‚Der Stürmer‘ zum Judenmord. Er wurde dafür zum Tode verurteilt. Axel C. Springer hetzt zum Studentenmord. Er wurde bisher nicht verurteilt und hetzt und hetzt und hetzt…“
Während der Osterunruhen wurde am 15. April in München der Fotoreporter Klaus Frings durch einen Steinwurf aus den Reihen der Demonstranten so schwer verletzt, dass er zwei Tage später starb. Der Student Rüdiger Schreck starb einen Tag später, ebenfalls an den Folgen einer Schlagverletzung. Nach Recherchen seines Bruders, an denen auch Günter Wallraff mitwirkte, könnten ihm diese durch einen Polizisten zugefügt worden sein.
Die APO diskutierte derweil über die „Gewaltfrage“: einerseits im Hinblick darauf, welche Mittel zur Durchsetzung der eigenen Ziele zukünftig sinnvoll und legitim seien, andererseits im Hinblick darauf, welcher Gewalt man selbst und die Bevölkerung insgesamt eigentlich ausgesetzt sei. Bei letzterem Punkt wurde festgestellt, dass es sich bei der Gewalt „von oben“ nicht nur um die Polizeiknüppel auf der Straße handele, sondern zum Beispiel auch eine parteiische Presse als Gewaltinstrument genutzt werde.

### Verabschiedung der Notstandsgesetze
Nur einen Monat nach dem Attentat auf Dutschke wurden die lange geplanten Notstandsgesetze endgültig verabschiedet. Die Anti-Notstandskampagne, die seit 1966 sukzessive größeren Einfluss nicht nur unter der Studentenschaft, aber nicht im Bundestag, gewonnen hatte, gipfelte am 11. Mai 1968 in einem Sternmarsch auf Bonn, ohne das Gesetz noch verhindern zu können. Die Furcht davor, dass die neuen Paragraphen zu einem neuen Ermächtigungsgesetz führen würden, war weit verbreitet. Hans-Jürgen Krahl vom SDS sah unmittelbar vor der Verabschiedung der Notstandsgesetze „die Bundestagsabgeordneten entschlossen, die letzten spärlichen demokratischen Rechtsansprüche in diesem Land auszulöschen“. Ein Flugblatt weiter: „Es gibt nur eine praktische Antwort auf die Faschisierung der Gesellschaft: Die Organisation des Widerstandes.“
Jürgen Habermas wies (in einer Aufarbeitung der Osterunruhen) allerdings darauf hin, dass eigentlich doch jedes Anzeichen einer revolutionären Lage in der Bundesrepublik fehle. Er warnte die Studentenbewegung vor einer folgenschweren Fehleinschätzung der Situation – und wurde dafür scharf kritisiert.
Insgesamt verlagerte sich die Diskussion in der Folge zunehmend von der Kritik einzelner Probleme wie der Notstandsgesetzgebung oder der Pressekonzentration hin zu einer generellen Kritik am System der Bundesrepublik. Aus der Phase der Provokation war man endgültig heraus, die antiautoritären Hedonisten, etwa der Berliner Kommune I, wurden zurückgedrängt. Ihr Frontmann Dieter Kunzelmann: „Stadtguerilla und maoistische Parteigründungen [entstanden erst] im Herbst 1969. Ihre Geburtsstunde kündigte sich aber bereits Ostern 1968 an.“
Ironischerweise noch zur Verschärfung der Radikalisierung trug 1969 die Bildung der sozialliberalen Regierungskoalition bei. Nunmehr stellte sich die Frage „Reform oder Revolution?“ viel konkreter. Die Reformierung der Bundesrepublik wurde nun, unter dem brandtschen Diktum „Mehr Demokratie wagen“, zu einem Markenzeichen der Regierung. Wenn man weiterhin die Regierung bekämpfen wollte, musste man nun das ganze System als solches angreifen, um noch die Deutungshoheit besitzen zu können. Es blieb für die außerparlamentarische Opposition quasi nur der Begriff „Revolution“ übrig, den Begriff „Reform“ hatte ihnen Willy Brandt weggenommen. Folgerichtig wurde bald die Beschimpfung der SPD als „Sozialfaschisten“ wieder aus der Versenkung geholt.

### Zersplitterung und Auflösung des SDS
Seit dem Herbst 1968 änderte sich das Gefüge der außerparlamentarischen Opposition grundlegend. Der SDS konnte nun nicht mehr wie bisher die Jugend- und Studentenbewegung als Ganzes oder auch nur in seinen wesentlichen Teilen repräsentieren. Zahllose neue Gruppierungen entstanden, die bald mehr untereinander um Anerkennung und Machtpositionen als nach außen hin für ihre eigentlichen Ziele kämpften. Die Kritik der Frauen auf der Delegiertenkonferenz im September 1968 über ihre Unterdrückung im SDS zeigte bereits deutlich die Widersprüche und Machtverhältnisse im SDS zu diesem Zeitpunkt. In der Folgezeit kam es zu zahlreichen Zersplitterungen und Abspaltungen auch an anderen Themen.
Auch der SDS hatte sich 1967/68 verändert, nachdem sich Basisgruppen gebildet hatten, die aufgrund ihrer jeweils speziellen Ausrichtung bald zu Sammelorganisationen wuchsen und sich schließlich von der Mutterorganisation lösten. Es dauerte noch bis Februar 1970, bis sich der Sozialistische Deutsche Studentenbund auflöste. Der nach dem Attentat auf Rudi Dutschke zum theoretischen Vordenker des SDS avancierte Hans-Jürgen Krahl war einige Tage zuvor nach einem Unfall gestorben – quasi auf der Beerdigung Krahls wurde auch der SDS zu Grabe getragen. Damit war allerdings beileibe kein Ende der Bewegung gekommen, sondern vielmehr erst die echte „Gründungszeit“ der zahllosen Zirkelorganisationen. Ende 1968 hatte Horst Mahler mit seiner Formulierung in gewissem Sinne Recht, dass die Krise des SDS nur durch dessen Wachstum entstanden sei. Dazu muss angemerkt werden, dass dieses Wachstum nicht nur quantitative (Zustrom von Sympathisanten), sondern eben vor allem qualitative (starke inhaltliche Differenzierungen) Ausmaße hatte. Jede programmatische Festlegung der einzelnen Gruppen musste fortan gleichbedeutend sein mit Fraktionierung und Abgrenzung.

## Gründung zahlreicher kommunistischer Parteien
Trotz des KPD-Verbots von 1956 hatte sich im September 1968 eine von der DDR-Staatspartei SED abhängige Nachfolgepartei als Deutsche Kommunistische Partei (DKP) neugegründet. Die kleine West-Berliner SEW bekam ab 1969 ebenfalls Zulauf aus Studierendenkreisen. Im Dezember bildete sich im Gegensatz zur DKP eine maoistisch ausgerichtete Kommunistische Partei Deutschlands/Marxisten-Leninisten (KPD/ML) als die erste „K-Gruppe“. An Hochschulen in West-Berlin sowie in Frankturt (Main) wurden eine KPD (AO), die PL/PI sowie weitere K-Gruppen namens „KPD-ML“ gegründet. Das Ziel einer echten Mobilisierung des als maßgeblich relevant wiederentdeckten Proletariats konnte keine dieser K-Parteien erreichen.

### Theoretisierung und Militarisierung
Im Zusammenhang mit der Zersplitterung und Radikalisierung weitgehend intern die Frage nach der Legitimität der Gewalt zunehmend diskutiert: Der Grad der geforderten und auch der praktizierten Gewaltsamkeit nahm nach dem Dutschke-Attentat deutlich zu. Ein Höhepunkt der Auseinandersetzung stellte die „Schlacht am Tegeler Weg“ in Berlin im November 1968 dar. Die sich eher spontan entwickelnde Militanz dieser Demonstration wurde von einigen als Beweis interpretiert, dass es möglich sei, Gewalt dosier- und planbar machen zu können; sie standen damit nicht mehr in der teilweise gewaltfreien und häufig akademischen Tradition der Frankfurter Schule oder den Theorien über Macht und Gewalt von Hannah Arendt.
Die heiter-antiautoritären Strömungen im SDS bis 1968 verschwanden, die Spaßguerilla wurden von den Stadtguerillas abgelöst, die nicht mehr zu Scherzen aufgelegt waren. Schon im Winter 1968/69 wurden in der Kommune I Brandbomben gefunden. Der Weg einiger in den Terrorismus und hin zur RAF wurde geebnet durch Ereignisse wie 1969 dem Anschlag auf das jüdische Gemeindezentrum in Berlin – unterstützt vom Verfassungsschutz, der den Tätern über V-Mann Peter Urbach die Bombe zur Verfügung stellte – am symbolischen 9. November. Der Anschlag diente als eine Art Wasserscheide: Eine radikale Minderheit, welche ungefragt Waffen und Sprengsätze vom Verfassungsschutzmann Peter Urbach angeboten bekam, machte sich bereit, alle Brücken – eben auch diejenigen zur zersplitterten außerparlamentarischen Opposition, die den Anschlag ziemlich einmütig ablehnte – abzubrechen und in die Illegalität und hin zum Terrorismus zu gehen. Andere versuchten durch Pudding-Attentate (Kommune I) und Hausbesetzungen weiter, Spaß und Politik zusammenzubringen.

### Reaktion der Bundestagsparteien
Während der großen Koalition 1968 hatte Willy Brandt noch unter dem Eindruck der Unruhen bei den Demonstrationen der Studentenbewegung gewettert: „Pöbel bleibt Pöbel, auch wenn junge Gesichter darunter sind. Intoleranz und Terror, ob sie von links kommen oder von rechts, dürfen die Freiheit nicht benutzen, um sie zu zerstören.“

### Neue soziale Bewegungen
Aufgefangen wurden die Ideen der 68er-Bewegung auch von anderen Gruppierungen, die in Richtung einer Zivilgesellschaft (teilweise bis heute) arbeiteten: Künstler, Frauenbewegung, Ökologie- und Umweltschutz-Bewegung, Schwulenbewegung, Amnesty International, pazifistische Gruppen, Ostermärsche, Lehrlingsbewegung, Hausbesetzer, Graue Panther, Bürgerinitiativen (z. B. Stadtteilgruppen), JungdemokratInnen/Junge Linke, Jungsozialisten. Eine praktische Umsetzung einiger Kernideen, die weit über das studentische Milieu hinausging, realisierte sich u. a. auch in den Roter-Punkt-Aktionen am Ende der 1960er und zu Beginn der 1970er Jahre.

### Antizionismus und Antisemitismus
Im Zusammenhang mit der Veröffentlichung des Buches Die Bombe im Jüdischen Gemeindehaus von Wolfgang Kraushaar im Jahr 2005 entstand eine Debatte um den Antizionismus der 68er-Bewegung, der von einigen Beobachtern als Ausdruck eines latenten Antisemitismus der deutschen Linken bezeichnet wurde. Kraushaar rekonstruierte die Geschichte eines von Dieter Kunzelmann geplanten Anschlags auf das Gemeindehaus der Berliner Juden am 9. November 1969. Diese Erkenntnisse rückten laut Kritikern anti-israelische Tendenzen der Neuen Linken in ein neues Licht. Der Politikwissenschaftler Martin Kloke etwa nannte das antizionistische Selbstverständnis des SDS inklusive der Veröffentlichung von Fatah-„Militärkommuniqués“ zu „erfolgreichen“ Terroraktionen in Israel, die Kampagne gegen den israelischen Botschafter Asher Ben-Natan, die Teilnahme von Repräsentanten der 68er-Bewegung (etwa des damaligen SDS-Vorsitzende Udo Knapp, des ehemaligen Europa-Abgeordneten Daniel Cohn-Bendit oder des ehemaligen Außenminister Joschka Fischer) an einer PLO-Konferenz im Dezember 1969 in Algier, bei der laut Kloke der „Endsieg über Israel beschworen“ worden sein soll. Als der damalige israelische Botschafter Asher Ben-Natan bei seinem Vortrag an der Ludwig-Maximilians-Universität München durch anti-israelische linke Studenten massiv u. a. mit Sprechchören „Asher Ben Napalm“ gestört wurde, erklärte er daraufhin, dass er sich an die NS-Zeit erinnert fühle. Zahlreiche anti-israelische Widerstandsgruppen und Palästinakomitees begannen sich zu formieren, dutzende Initiativen agitierten gegen US-Imperialismus und Weltzionismus und riefen zur Zerschlagung des zionistischen Gebildes Israel auf. Vor diesem Hintergrund kritisierte Kloke Kraushaar, indem er ihm vorwarf, sich zu weigern, „die offensichtlichen Korrelationen zwischen neulinkem Antizionismus und traditionellem Antisemitismus als das zu bezeichnen, was sie waren und sind: ungeschminkte Manifestationen antisemitischer Obsessionen.“ Gerd Koenen wies dagegen die Vermutung, es habe sich um einen „primären Judenhass“ gehandelt, der „die ungebrochene Wirksamkeit eines antisemitischen Latenzzusammenhanges“ bis tief in die Neue Linke hinein beweise, zurück.

### Rechtsradikalismus
Einige einstmalige prominente Protagonisten der westdeutschen Studentenbewegung wechselten später auch in das rechte und rechtsextreme Spektrum, so etwa Horst Mahler, Bernd Rabehl, Günter Maschke und Reinhold Oberlercher. Die Frage, inwiefern auch innerhalb der APO bereits rechte Gedankenbilder vorhanden gewesen waren und inwieweit es sich bei den Revolten der sechziger Jahre allein um ein linkes Phänomen gehandelt habe, ist von der Forschung bislang noch nicht zu beantworten gewesen.

## Heutige Diskussion
Während lange als Konsens anerkannt war, dass die internationale Bewegung von 1968 sowohl politisch (etwa Hochschulreformen, Die Grünen, Bürgerinitiativen, Ökologie) als auch im Bereich der Alltagskultur (Rock, Pop, lockerere Bekleidungs-Konventionen und Liberalisierung der Sexualität) positive Neuerungen gebracht hat, war immer schon eine kritische Sicht zu vernehmen, die vor allem von Konservativen vertreten wird.
Demnach haben „Die 68er“ mit ihren Utopien und Experimenten eine „heile“ Gesellschaft (z. B. Familie) der 1950er zerstört, Sekundärtugenden seien dadurch in Vergessenheit geraten, weshalb Helmut Kohl bei seinem Amtsantritt auch eine geistig-moralische Wende hin zu konservativen Werten und Moralvorstellungen ausrief.
Gegenkritik von Seiten der 68er ist, dass die scheinbar heile Gesellschaft in Wirklichkeit die Unwahrheiten der Tätergeneration (der Zeit des Nationalsozialismus) durch ein von den großen Kirchen unterstütztes Prinzip des Need-To-Know verheimlicht habe. Die „moralische Wende“ habe keine Wirkung gezeigt, weil sie letztendlich durch das Verhalten der Verantwortlichen selbst ad absurdum geführt worden sei. Eine weitere These ist, dass die sogenannten Volksparteien die damaligen Vorgänge bis heute nicht begriffen, geschweige denn aufgearbeitet hätten. Daher erfolgten aus den Reihen der Politik lediglich Schuldzuweisungen.
Innerhalb der katholischen Moraltheologie bzw. Soziallehre wird der 68er-Bewegung eine deutliche Mitschuld an der heutigen gesellschaftlichen Situation (Zerrüttung von Familien, Ehescheidungen, Verwahrlosung) gegeben. Dies liege vor allem daran, dass es in der 68er-Bewegung zu einer Umdefinierung der bisher daher gültigen Werte gekommen sei, dass also beispielsweise die heile Familie von den 68ern zur kaputten erklärt worden sei.
Die 68er beantworteten diese häufig kirchlichen Positionen mit dem Argument, dass es gerade der bigotte Umgang mit Wahrheit in Fragen der Sexualität und der Aufarbeitung der NS-Vergangenheit war, die es korrumpierten Mitläufern und Tätern ermöglichte, in den höchsten Positionen der Bundesrepublik Deutschland zu verharren („Unter den Talaren – Muff von 1000 Jahren“).
Von links wird den regierungsbeteiligten Grünen ihr Pragmatismus vorgeworfen, der alte Ideale verraten habe, von eher konservativer Seite werden soziale Verwerfungen etwa bei Jugendlichen gerne als Spätfolgen von 1968 dargestellt und ein Gesellschaftsmodell und Menschenbild propagiert, das wieder an der Zeit davor orientiert ist. Auch wenden sich Teile der Frauenbewegung gegen die von den 68ern propagierte sexuelle Befreiung. Eine Einordnung der Studentenbewegung in den geistesgeschichtlichen Kontext des 20. Jahrhunderts stellt die Forschung vor die Frage, ob das Phänomen 1968 zur Vorkriegszeit zu rechnen sei, eine These, die etwa Albrecht Behmel in seiner Publikation vom hysterischen Jahrhundert vertritt, oder als Neubeginn der Demokratie in Deutschland nach der ersten Staatsgründung.
Das egalitäre Streben nach Gleichheit der 68er und ihrer Vorgänger (Französische Revolution, Deutsche Revolution 1848/1849) und Nachfolger trifft auf aktuelle neokonservative Tendenzen, die verstärkt wieder auf selbstdefinierte Elite-Konzepte und „Neue Bürgerlichkeit“ setzen.

## Einzelbelege
1. ↑  Gerhard Bauß: Die Studentenbewegung der sechziger Jahre. Köln 1977, S. 16.
2. ↑  Tilman Fichter: SDS und SPD. Parteilichkeit jenseits der Partei. Westdeutscher Verlag, Opladen 1988, ISBN 3-531-11882-X, S. 17f. und 246–354; Hans Karl Rupp: Außerparlamentarische Opposition in der Ära Adenauer. Pahl-Rugenstein, Köln 1980
3. ↑  Gerhard Bauß: Die Studentenbewegung der sechziger Jahre. Köln 1977, S. 17
4. ↑  Ingrid Gilcher-Holtey: Die 68er Bewegung. Deutschland, Westeuropa, USA. 5. Auflage, München 2017, S. 17f.
5. ↑  Anna von der Goltz: Von alten Kämpfern, sexy Wahlgirls und zornigen jungen Frauen. Überlegungen zur Beziehung von Generationalität, Geschlecht und Populärkultur im gemäßigt-rechten Lager um 1968. In: Lu Seegers (Hrsg.): Hot Stuff. Gender, Popkultur und Generationalität in West- und Osteuropa nach 1945 (= Dirk Schumann [Hrsg.]: Göttinger Studien zur Generationsforschung. Band 19). Wallstein-Verlag, Göttingen 2015, ISBN 978-3-8353-1743-7 (eingeschränkte Vorschau in der Google-Buchsuche).
6. ↑  Torben Fischer, Matthias N. Lorenz (Hrsg.): Lexikon der 'Vergangenheitsbewältigung' in Deutschland: Debatten- und Diskursgeschichte des Nationalsozialismus nach 1945. 3. Auflage, transcript, Bielefeld 2015, ISBN 3-8376-2366-1, S. 178f.
7. ↑  Rainer Eckert, Bernd Faulenbach: Auf dem Weg zur Zivilgesellschaft? Mythos und Realität der 60er und 70er Jahre in Ost und West. Klartext, 2003, ISBN 3-89861-180-9, S. 56.
8. ↑  Martin Sabrow, Ralph Jessen, Klaus Große Kracht (Hrsg.): Zeitgeschichte als Streitgeschichte: Große Kontroversen nach 1945. Beck, München 2003, ISBN 3-406-49473-0, S. 49
9. ↑  Stephan Alexander Glienke: Erfolgsgeschichte Bundesrepublik? Die Nachkriegsgesellschaft im langen Schatten des Nationalsozialismus. Wallstein, 2008, ISBN 3-8353-0249-3, S. 197
10. ↑  Peter Dohms, Johann Paul: Die Studentenbewegung von 1968 in Nordrhein-Westfalen. Rheinlandia, 2008, ISBN 3-938535-53-9, S. 81f.
11. ↑  Dae Sung Jung: Der Kampf gegen das Presse-Imperium: Die Anti-Springer-Kampagne der 68er-Bewegung. transcript, Bielefeld 2016, ISBN 3-8376-3371-3, S. 47–59.
12. ↑  Gerhard Fürmetz (Hrsg.): Schwabinger Krawalle: Protest, Polizei und Öffentlichkeit zu Beginn der 60er Jahre 1962. Klartext, 2006, ISBN 3-89861-513-8, S. 25–57
13. ↑  Stephan Braese: Bestandsaufnahme – Studien zur Gruppe 47. Erich Schmidt Verlag 1999, ISBN 3-503-04936-3, S. 139 und Fn. 121; S. 149–151 und Fn. 174.
14. ↑  Arnd Krüger: A Cultural Revolution? The Boycott of the European Athletics Championships by the West German Team in Athens 1969, in: European Committee for Sports History (Hrsg.): Proceedings Fourth Annual Conference. Band 1. Florenz: Universitá 1999, 162 – 166.
15. ↑  Ingrid Gilcher-Holtey: Die 68er Bewegung. Deutschland – Westeuropa – USA. 3. Auflage, Beck, München 2001, ISBN 3-406-47983-9, S. 20–22.
16. ↑  Ingrid Gilcher-Holtey: Die 68er Bewegung. Deutschland – Westeuropa – USA. München 2001, S. 22–24.
17. ↑  Nikolai Wehrs: Protest der Professoren: Der „Bund Freiheit der Wissenschaft“ in den 1970er Jahren. Wallstein, 2014, S. 72f.
18. ↑  Nikolai Wehrs: Protest der Professoren: Der „Bund Freiheit der Wissenschaft“ in den 1970er Jahren. Wallstein, 2014, S. 68f.
19. ↑  Willy Albrecht: Der Sozialistische Deutsche Studentenbund (SDS). Vom parteikonformen Studentenverband zum Repräsentanten der Neuen Linken. Dietz Nachfolger, Bonn 1994, S. 298f.
20. ↑  Willy Albrecht: Der Sozialistische Deutsche Studentenbund (SDS), Bonn 1994, S. 453–455; das Referat von Marcuse findet sich in: neue kritik Nr. 36/37 vom Juli/August 1966, S. 30 – 40; wiederabgedruckt in Wolfgang Kraushaar (Hg.), Frankfurter Schule und Studentenbewegung. Von der Flaschenpost zum Molotowcocktail 1946 – 1995. Bd. 2: Dokumente. Rogner & Bernhard bei Zweitausendeins: Hamburg 19982 (ISBN 3-8077-0346-2; Inhaltsverzeichnis), S. 205–209.

Diskussionen, die innerhalb des SDS über den Kongress geführt wurden, sind dokumentiert in: SDS-Korrespondenz, Jg. 1, Nr. 2, Juni 1966; Retro-Digitalisat (der einzelnen Seiten als Bilddateien) + durchsuchbare, kurze Inhaltsbeschreibungen der einzelnen Texte: https://www.mao-projekt.de/BRD/ORG/SDS/SDS-Korrespondenz/SDS-Korrespondenz_1966_02.shtml (Archiv).
21. ↑  Norbert Frei: 1968. Jugendrevolte und globaler Protest. dtv, München 2008, S. 102.
22. ↑  Jillan Becker: Hitlers Kinder. Der Baader-Meinhof-Terrorismus. Fischer Taschenbuch Verlag, Frankfurt 1978, ISBN 3-596-23413-1, S. 27 f.
23. ↑  Ingrid Gilcher-Holtey: Die 68er Bewegung, München 2017, S. 7–10.
24. ↑  Konzeptor sagt: Enteignet Axel Caesar Springer! In: Berliner Extrablatt (ZDB-Eintrag: https://ld.zdb-services.de/resource/40331-3 (Seite nicht mehr abrufbar, festgestellt im Februar 2023. Suche in Webarchiven)  Info: Der Link wurde automatisch als defekt markiert. Bitte prüfe den Link gemäß Anleitung und entferne dann diesen Hinweis.). 13. Mai 1967.
25. ↑  Jürgen Wilke: Unter Druck gesetzt. Vier Kapitel deutscher Pressegeschichte S. 185
26. ↑  Rudolf Augstein: Lex Springer. In: Der Spiegel, 1. August 1966
27. ↑  Uwe Soukup: Wie starb Benno Ohnesorg? S. 134–137
28. ↑  Die Erklärung der Vierzehn. In: Die Zeit, 19. April 1968
29. ↑  WIR FORDERN DIE ENTEIGNUNG AXEL SPRINGERS. In: Der Spiegel. Nr. 29, 1967, S. 31 (online).
30. ↑  Siehe dazu:
  - Jochen Staadt, Tobias Voigt, Stefan Wolle: Feind-Bild Springer. Ein Verlag und seine Gegner S. 136 ff.

sowie
  - Gottfried Oy: Spurensuche Neue Linke. (pdf) Das Beispiel des Sozialistischen Büros und seiner Zeitschrift links. Sozialistische Zeitung (1969 bis 1997). Rosa-Luxemburg-Stiftung (Herausgeberin oder Verlegerin), März 2007, S. 18, archiviert vom Original am 9. April 2020; abgerufen am 9. April 2020 (75 Seiten; 2,8 MB).: „1967, nach der Ermordung Benno Ohnesorgs werden auch die Verbindungen zum SDS enger. Mit der von der Kampagne unterstützten Forderung nach Rücktritt von Heinrich Albertz, dem Regierenden Bürgermeister von Berlin, beginnt sozusagen die Synchronisation von KfA- und SDS-Politik, nächster Schritt ist die Unterstützung der ‚Enteignet Springer‘-Kampagne des SDS.“
31. ↑  Terror-Aktion gegen Zeitungs-Filialen (Memento vom 26. Dezember 2013 im Internet Archive) (PDF; 759 kB) In: Berliner Illustrierte, 3. Februar 1968
32. ↑  Stoppt den Terror der Jung-Roten jetzt! (Memento vom 25. Oktober 2015 im Internet Archive) In: Bild-ZEITUNG. 7. Februar 1968.
33. ↑  Michael Gehler: Deutschland: von der Teilung zur Einigung. 1945 bis heute. S. 207.
34. ↑  Verlorenes Wochenende. In: Der Spiegel. Nr. 17/1968.
35. ↑  zit. n. Hans-Peter Schwarz: Axel Springer. Die Biografie. S. 467.
36. ↑  Zwei vergessene 68er-Opfer. (Memento vom 6. Juni 2009 im Internet Archive). BR-online, 18. März 2008; zum Protestverlauf in München siehe auch Stefan Hemler: München '68 – war da was? Überlegungen zur Erforschung der Studentenbewegung anhand bedeutsamer Marginalien. In: 1999. Zeitschrift für Sozialgeschichte des 20. und 21. Jahrhunderts. 13, H. 2, 1998, ISSN 0930-9977, S. 117–136.
37. ↑  Is there light at the end of the tunnel? archive.today hier (Memento vom 27. Dezember 2012 im Webarchiv archive.today)
38. ↑  Gerd Koenen: Rainer, wenn du wüsstest! Der Anschlag auf die Jüdische Gemeinde am 9. November 1969 ist nun aufgeklärt – fast. Was war die Rolle des Staates? In: Berliner Zeitung, 6. Juli 2005.
39. ↑  Peter Koch: Willy Brandt. Eine politische Biographie. Berlin, Frankfurt am Main 1988, S. 302.
40. ↑  Martin Kloke: Antisemitische Obsessionen. taz.de – Archiv
41. ↑  Gerd Koenen: Mutmaßungen über Fritz – Wie antisemitisch war die Linke? Eine Lektüre des neuen Buchs von Wolfgang Kraushaar, das nach fragwürdigen Wurzeln im deutschen Terrorismus der siebziger Jahre sucht.
42. ↑  Vgl. Steven Heimlich: Geschichtsrevisionismus als Instrument der „Neuen Rechten“ am Beispiel der 68er-Bewegung, Mag.-Arb. Univ. Oldenburg 2008 (online).